# Peheim
Peheim ist ein Ort in der Gemeinde Molbergen im Landkreis Cloppenburg im nordwestlichen Niedersachsen. Er ist neben dem Hauptort Molbergen die zweitgrößte Ortschaft der Gemeinde Molbergen. Ab 1990 verzeichnete Peheim einen signifikanten Zuwachs der Bevölkerung, insbesondere auf Grund des Zuzugs vieler Familien in die dort geschaffenen Neubaugebiete.

## Geschichte
Peheim wurde 1275 in einem Lehensverzeichnis erstmals urkundlich erwähnt. Im Jahre 1890 fand ein elfjähriger Schäfer im Flussbett am Ostufer der Marka (200 Schritt südlich der Chaussee zwischen Peheim und Vrees) einen aus dem 16. Jahrhundert stammenden Münzschatz.

## Einwohnerentwicklung
Dem Ortsteil Peheim ist folgende Einwohnerentwicklung zu entnehmen.
| Jahr      | 2019 | 2005 |
| Einwohner | 1228 | 1200 |

## Wappen
Auf dem Wappen von Peheim ist das Kriegerdenkmal von Peheim abgebildet. Das Kriegerdenkmal war bis 1944 oder 1945 die Kirche von Peheim und ist in den letzten Kriegsjahren des Zweiten Weltkriegs zerbombt worden. Bis zur Gründung der neuen Pfarrkirche wurde die alte Kirche notdürftig repariert. Nachdem die neue Pfarrkirche eingeweiht war, wurde das provisorisch reparierte Dach der alten Kirche entfernt und diese zum heutigen Kriegerdenkmal umgebaut.

## Kultur und Sehenswürdigkeiten

### Bauwerke
- Sender Peheim, ein 220 Meter hoher Sendemast der Deutschen Telekom für UKW und TV
- Kriegerdenkmal, siehe Wappen
- Pfarrkirche St. Anna, erbaut 1951–1953[2]Innenansicht der Sankt-Anna-Kirche in Peheim

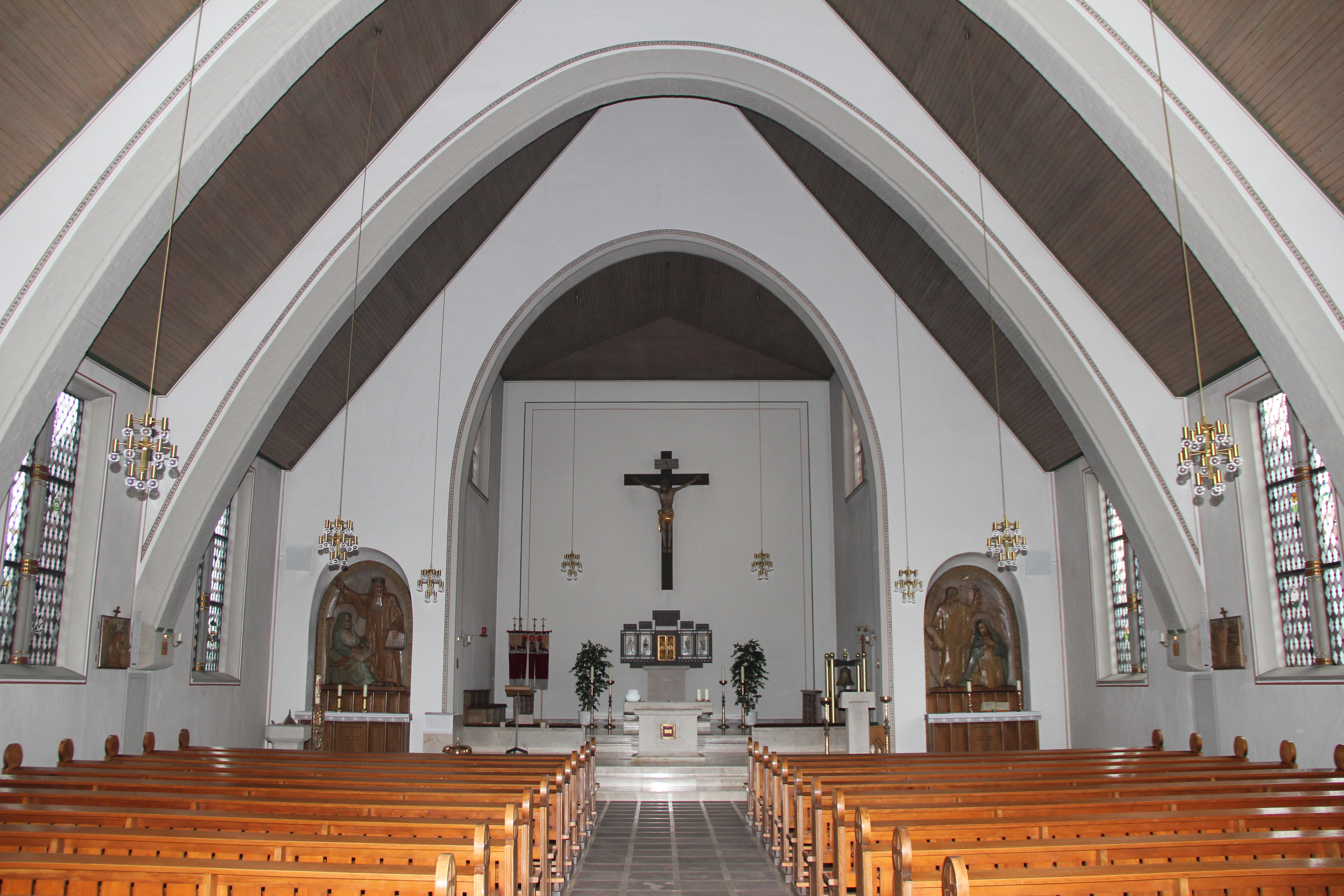
Innenansicht der Sankt-Anna-Kirche in Peheim

### Kirchen
Bereits 1506 wurde eine Kapelle zu Ehren der Mutter Mariens, der Hl. Anna erbaut. 1953 wurde die neue Pfarrkirche St. Anna errichtet. Von 1926 bis 2007 war Peheim eine eigenständige Pfarrgemeinde. Inzwischen bilden Peheim und Molbergen zusammen die Pfarrgemeinde St. Johannes. St. Anna ist nun Filialkirche. Neben allem Gemeinsamen sind die eigenständigen Aktivitäten der Gemeinde und des Ortes vielfältig erhalten geblieben.

### Sport
- Fußball: Der große Breitensport wird beim SV Peheim-Grönheim betrieben.
- Schießen: Peheim hat einen Schützenverein.
- Tischtennis: Es gibt Mannschaften des SV Peheim-Grönheim.

Sperrzone während des Sommernachtsfests

### Regelmäßige Veranstaltungen
- Schützenfest

- Sommernachtsfest

#### Sommernachtsfest
Die KLJB organisiert seit 1975 das Sommernachtsfest in Peheim. Das Sommernachtsfest findet einmal im Jahr statt, meistens am letzten Wochenende im Juli. Es werden regelmäßig weit über 2.000 Gäste begrüßt. Am Wochenende des Sommernachtfestes ist das Zentrum Peheims von Samstag 20:00 Uhr bis Sonntag 07:00 Uhr für den Straßenverkehr gesperrt. An den Umgehungsstraßen, rund um das Sperrgebiet gilt während dieser Zeit Parkverbot.

## Wirtschaft und Infrastruktur

### Wirtschaft
In Peheim sind Flächen für Gewerbe, Handel und Dienstleistungen ausgewiesen und erschlossen. Sie stehen Betrieben aller Art – auch Industriebetrieben – zur Verfügung. Vorwiegend können mittelständische Betriebe vorgefunden werden. Schwerpunkte sind Bauwirtschaft, Kunststoffverarbeitung, Metallverarbeitung, Ernährungswirtschaft, Tourismus und Kultur. Südlich des Ortes Peheim liegt das Gewerbegebiet „Peheim – östlich Linderner Straße“, unmittelbar östlich der „Linderner Straße“ (L 831). Die Fläche umfasst insgesamt ca. 2,3 ha.

### Bildung

#### Kindertagesstätte
Auf dem Grundstück zwischen der Grundschule und der Pfarrkirche befindet sich der St. Anna Kindergarten von Peheim.

#### Grundschule
In Peheim gibt es eine einzügige Grundschule (Klassen 1 bis 4). Ein Förderverein, kümmert sich um die Belange der Grundschule in Peheim. Seit dem 1. Februar 2013 ist die Grundschule Peheim „Starterschule Plattdeutsch“ und wird in diesem Bereich – durch drei Schulstunden – vom Kultusministerium gefördert.

#### Bibliothek
Die öffentliche Bibliothek in Peheim befindet sich im Pfarrheim (neben der katholischen Kirche) und teil sich das Angebot von über 6000 Medien mit der Bibliothek in Molbergen.

## Söhne und Töchter (Auswahl)
- Anne Ratte-Polle (* 1974 in Peheim), Schauspielerin